# Julie Dartnell
Julie Dartnell (Stanford-le-Hope, 1 de setembro de 1963) é uma maquiadora britânica. Venceu o Oscar de melhor maquiagem e penteados na edição de 2013 por Les Misérables, ao lado de Lisa Westcott.